# Rambrai
Rambrai és un estat del grup d'estats khasis a Meghalaya.
L'estat tenia el 1881 una població de 2.202 habitants i el 1901 una població de 2.697; tenia uns ingressos calculats de 600 rupies (1903-1904). Els principals productes de l'estat eren l'arròs, el mill, el cotó i el moresc. El sobirà portava el títol de siem, i el 1881 era U Amar Singh.